# Purpuricenus spectabilis
Purpuricenus spectabilis är en skalbaggsart som beskrevs av Victor Ivanovitsch Motschulsky 1857. Purpuricenus spectabilis ingår i släktet Purpuricenus och familjen långhorningar. Inga underarter finns listade i Catalogue of Life.